# Plectranthus porphyranthus
Plectranthus porphyranthus là một loài thực vật có hoa trong họ Hoa môi. Loài này được T.J.Edwards & N.R.Crouch mô tả khoa học đầu tiên năm 2000.